# الأولمبياد الدولي للرياضيات
أولمپياد الرياضيات العالمي (بالإنجليزية: International Mathematical Olympiad, IMO)‏ هو أولمبياد رياضيات سنوي مكون من 42 نقطة على ستة أسئلة للطلبة قبل المرحلة الجامعية وهي أقدم أولمپياد علوم عالمي. أول ا.ر.ع. انعقد في رومانيا عام 1959. ومنذ ذلك الحين ينعقد سنوياً، باستثناء عام 1980. وهناك أكثر من 100 دولة أصبحت تشارك وترسل فرقاً كل منها بحد أقصى ستة طلاب، بالإضافة لقائد للفريق، ونائب للقائد، ومراقبين.

## التاريخ
أول ا.ر.ع. انعقد في رومانيا عام 1959. ومنذ ذلك الحين ينعقد سنوياً، باستثناء عام 1980. في ذلك العام، ألغي الأولمبياد بسبب الاضطرابات الداخلية في منغوليا.
| #  | المدينة/المدن         | البلد                        | الفائز                                | التاريخ                   | المصادر     |
| -- | --------------------- | ---------------------------- | ------------------------------------- | ------------------------- | ----------- |
| 1  | براشوف وبوخارست       | رومانيا                      | رومانيا                               | 1959 23 يوليو –31 يوليو   | [ 6 ]       |
| 2  | سينايا                | رومانيا                      | تشيكوسلوفاكيا                         | 1960 يوليو 18 – 25 يوليو  | [ 6 ]       |
| 3  | فيسبرم                | المجر                        | المجر                                 | 1961 يوليو 6 – يوليو 16   | [ 6 ]       |
| 4  | تشيسكي بوديوفيتسه     | تشيكوسلوفاكيا                | المجر                                 | 1962 7 يوليو – 15 يوليو   | [ 6 ]       |
| 5  | وارسو وفروتزواف       | بولندا                       | الاتحاد السوفيتي                      | 1963 5 يوليو – 13 يوليو   | [ 6 ]       |
| 6  | موسكو                 | الإتحاد السوفيتي             | الاتحاد السوفيتي                      | 1964 30 يونيو –- 10 يوليو | [ 6 ]       |
| 7  | برلين                 | جمهورية ألمانيا الديموقراطية | الاتحاد السوفيتي                      | 1965 13 يونيو – 13 يوليو  | [ 6 ]       |
| 8  | صوفيا                 | بلغاريا                      | الاتحاد السوفيتي                      | 1966 3 يوليو – 13 يوليو   | [ 6 ]       |
| 9  | سيتنيي                | يوغسلافيا                    | الاتحاد السوفيتي                      | 1967 7 يوليو – 13 يوليو   | [ 6 ]       |
| 10 | موسكو                 | الاتحاد السوفيتي             | ألمانيا الشرقية                       | 1968 يوليو 5 – يوليو 18   | [ 6 ]       |
| 11 | بوخارست               | رومانيا                      | المجر                                 | 1969 يوليو 5 – يوليو 20   | [ 6 ]       |
| 12 | كيزتيلي               | المجر                        | المجر                                 | 1970 يوليو 8 – يوليو 22   | [ 6 ]       |
| 13 | زيلينا                | تشيكوسلوفاكيا                | المجر                                 | 1971 يوليو 10 – يوليو 21  | [ 6 ]       |
| 14 | تورون                 | بولندا                       | الاتحاد السوفيتي                      | 1972 يوليو 5 – يوليو 17   | [ 6 ]       |
| 15 | موسكو                 | الاتحاد السوفيتي             | الاتحاد السوفيتي                      | 1973 يوليو 5 – يوليو 16   | [ 6 ]       |
| 16 | إرفورت وبرلين الغربية | جمهورية ألمانيا الديموقراطية | الاتحاد السوفيتي                      | 1974 يوليو 4 – يوليو 17   | [ 6 ]       |
| 17 | بورغاس وصوفيا         | بلغاريا                      | المجر                                 | 1975 يوليو 3 – يوليو 16   | [ 6 ]       |
| 18 | لينز                  | النمسا                       | الاتحاد السوفيتي                      | 1976 يوليو 2 – يوليو 21   | [ 6 ]       |
| 19 | بلغراد                | يوغسلافيا                    | الولايات المتحدة                      | 1977 يوليو 1 – يوليو 13   | [ 6 ]       |
| 20 | بوخارست               | رومانيا                      | رومانيا                               | 1978 يوليو 3 – يوليو 10   | [ 6 ]       |
| 21 | لندن                  | المملكة المتحدة              | الاتحاد السوفيتي                      | 1979 يونيو 30 – يوليو 9   | [ 6 ]       |
| 22 | واشنطن العاصمة        | الولايات المتحدة             | الولايات المتحدة                      | 1981 يوليو 8 – يوليو 20   | [ 6 ] [ 7 ] |
| 23 | بودابست               | المجر                        | ألمانيا الشرقية                       | 1982 يوليو 5 – يوليو 14   | [ 6 ]       |
| 24 | باريس                 | فرنسا                        | ألمانيا الشرقية                       | 1983 يوليو 3 – يوليو 12   | [ 6 ]       |
| 25 | براغ                  | تشيكوسلوفاكيا                | الاتحاد السوفيتي                      | 1984 يونيو 29 – يوليو 10  | [ 6 ]       |
| 26 | جوتسا                 | فنلندا                       | رومانيا                               | 1985 يونيو 29 – يوليو 11  | [ 6 ]       |
| 27 | وارسو                 | بولندا                       | - الاتحاد السوفيتي - الولايات المتحدة | 1986 يوليو 4 – يوليو 15   | [ 6 ]       |
| 28 | هافانا                | كوبا                         | رومانيا                               | 1987 يوليو 5 – يوليو 16   | [ 6 ]       |
| 29 | سيدني وكانبرا         | أستراليا                     | الاتحاد السوفيتي                      | 1988 يوليو 9 – يوليو 21   | [ 6 ]       |
| 30 | براونشفايغ            | جمهورية ألمانيا الاتحادية    | الصين                                 | 1989 يوليو 13 – يوليو 24  | [ 6 ]       |
| 31 | بكين                  | الصين                        | الصين                                 | 1990 يوليو 8 – يوليو 19   | [ 6 ]       |
| 32 | سيغتونا               | السويد                       | الاتحاد السوفيتي                      | 1991 يوليو 12 – يوليو 23  | [ 6 ]       |
| 33 | موسكو                 | روسيا                        | الصين                                 | 1992 يوليو 10 – يوليو 21  | [ 6 ]       |
| 34 | إسطنبول               | تركيا                        | الصين                                 | 1993 يوليو 13 – يوليو 24  | [ 6 ]       |
| 35 | هونغ كونغ             | الصين                        | الولايات المتحدة                      | 1994 يوليو 8 – يوليو 20   | [ 6 ]       |
| 36 | تورنتو                | كندا                         | الصين                                 | 1995 يوليو 13 – يوليو 25  | [ 9 ]       |
| 37 | مومباي                | الهند                        | رومانيا                               | 1996 يوليو 5 – يوليو 17   | [ 10 ]      |
| 38 | مار دل بلاتا          | الأرجنتين                    | الصين                                 | 1997 يوليو 18 – يوليو 31  | [ 11 ]      |
| 39 | تابي                  | تايوان                       | إيران                                 | 1998 يوليو 10 – يوليو 21  | [ 12 ]      |
| 40 | بوخارست               | رومانيا                      | - الصين - روسيا                       | 1999 يوليو 10 – يوليو 22  | [ 13 ]      |
| 41 | دايجيون               | كوريا الجنوبية               | الصين                                 | 2000 يوليو 13 – يوليو 25  | [ 14 ]      |
| 42 | واشنطن العاصمة        | الولايات المتحدة             | الصين                                 | 2001 يوليو 1 – يوليو 14   | [ 15 ]      |
| 43 | غلاسكو                | المملكة المتحدة              | الصين                                 | 2002 يوليو 19 – يوليو 31  | [ 16 ]      |
| 44 | طوكيو                 | اليابان                      | بلغاريا                               | 2003 يوليو 7 – يوليو 19   | [ 17 ]      |
| 45 | أثينا                 | اليونان                      | الصين                                 | 2004 يوليو 6 – يوليو 18   | [ 18 ]      |
| 46 | ماردة                 | المكسيك                      | الصين                                 | 2005 يوليو 8 – يوليو 19   | [ 19 ]      |
| 47 | لوبلانا               | سلوفينيا                     | الصين                                 | 2006 يوليو 6 – يوليو 18   | [ 20 ]      |
| 48 | هانوي                 | فيتنام                       | روسيا                                 | 2007 يوليو 19 – يوليو 31  | [ 21 ]      |
| 49 | مدريد                 | إسبانيا                      | الصين                                 | 2008 يوليو 10 – يوليو 22  | [ 22 ]      |
| 50 | بريمن                 | ألمانيا                      | الصين                                 | 2009 10 يوليو _ 22 يوليو  | [ 23 ]      |
| 51 | أستانة                | كازاخستان                    | الصين                                 | 2010 2 يوليو _ 14 يوليو   | [ 24 ]      |
| 52 | أمستردام              | هولندا                       | الصين                                 | 2011 12 يوليو _ 24 يوليو  | [ 25 ]      |
| 53 | مار دل بلاتا          | الأرجنتين                    | كوريا الجنوبية                        | 2012 4 يوليو _ 16 يوليو   | [ 26 ]      |
| 54 | سانتا مارتا           | كولومبيا                     | الصين                                 | 2013 18 يوليو _ 28 يوليو  | [ 27 ]      |
| 55 | كيب تاون              | جنوب أفريقيا                 | الصين                                 | 2014 3 يوليو _ 13 يوليو   | [ 28 ]      |
| 56 | محافظة تشيانغ مي      | تايلاند                      | الولايات المتحدة                      | 2015 4 يوليو _ 16 يوليو   | [ 29 ]      |
| 57 | هونغ كونغ             | هونغ كونغ                    | الولايات المتحدة                      | 2016 6 يوليو _ 16 يوليو   | [ 30 ]      |
| 58 | ريو دي جانيرو         | البرازيل                     | كوريا الجنوبية                        | 2017 12 يوليو _ 23 يوليو  | [ 31 ]      |
| 59 | كلوج نابوكا           | رومانيا                      | الولايات المتحدة                      | 2018 3 يوليو _ 14 يوليو   | [ 32 ]      |
| 60 | باث                   | المملكة المتحدة              | الصين                                 | 2019 11 يوليو_22 يوليو    | [ 33 ]      |

## الإجابة والأسلوب
تتكون ورقة الاختبار من ستة أسئلة، كل مسألة تساوي سبع نقاط، إجمالي الدرجات هو 42 نقطة. لا يسمح باستخدام الآلات الحاسبة. الاختبار يـُعقد على مدى يومين متتاليين؛ يخصص للمتسابقين أربع ساعات ونصف لحل ثلاث أسئلة في كل يوم. الأسئلة المختارة تأتي من مناطق مختلفة من رياضيات المرحلة الثانوية، ويمكن تصنيفها عموماً في الهندسة، نظرية الأعداد، الجبر، و التوافيق. لا تتطلب الأسئلة معرفة مسبقة بالرياضيات العليا مثل التفاضل والتحليل، والإجابات غالباً ما تكون قصيرة ومبدئية. إلا أنها عادة ما تكون متخفية لتجعل عملية العثور على الحل صعبة. وتبرز في الأسئلة مواضيع المتباينات الرياضية، الأعداد المركبة، والأسئلة الهندسية من إنشاءات الفرجار والمسطرة.

## عملية الاختيار

مسألة هندسة من American Invitational Mathematics Examination، الذي هو جزء من عملية الاختيار في الولايات المتحدة.

عملية الاختيار للوصول إلى ا.ر.ع. تختلف بدرجة كبيرة حسب البلد. في بعض البلدان، خاصة في شرق آسيا، عملية الاختيار تتضمن عدة اختبارات تماثل في صعوبتها اختبار الأولمبياد نفسه. فالمتسابقون الصينيون يمروا عبر معسكر، يستمر من 16 مارس إلى 2 أبريل. وفي دول أخرى، مثل الولايات المتحدة، يخوض المشاركون المحتملون سلسلة من المسابقات الفردية الأسهل التي تزداد صعوبتها تدريجياً. وفي حالة الولايات المتحدة، تتضمن الاختبارات مسابقات الرياضيات الأمريكية، اختبار الرياضيات المقصور على المدعوين الأمريكي، واولمپياد رياضيات الولايات المتحدة الأمريكية، حيث يشكل كل اختبار منهم مسابقة في حد ذاتها (لها جوائزها). وللناجحين بدرجات عالية في المسابقة النهائية لاختيار الفريق، فهناك أيضاً معسكر صيفي ‏، مثل ذلك الذي تعقد الصين. وفي المعسكر الأمريكي يـُعيـَّن لكل مشارك اثنان من المدربين الحاصلين على الدكتوراه في الرياضيات، بالإضافة للاعدادات الأخرى.

## الجوائز
يتم ترتيب المتسابقين حسب درجاتهم.
- التصفيات المتتالية (الدرجة الدنيا المطلوبة لنيل ميدالية ذهبية أو فضية أو برونزية) يتم تحديدهم بحيث أن نسبة الميداليات الممنوحة هي تقريباً 1:2:3.
- المتسابقون الذين لا يحصلون على ميدالية ولكن يحصلون على سبع نقاط في مسألة واحدة على الأقل يحصلون على ذِكر مشرِّف.[38]

## الأولمبيادات الحالية والمستقبلة

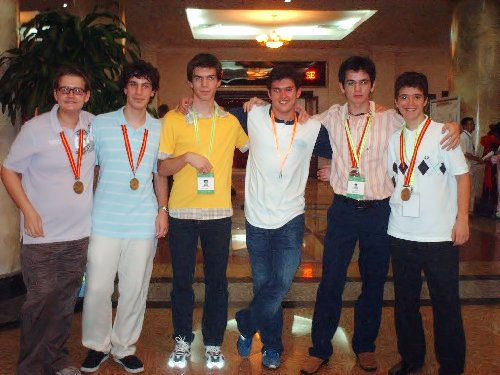
جزء من منتخب اليونان إلى أولمبياد الرياضيات العالمي عام 2007.

- الأولمبياد الخمسون انعقد في بريمن، ألمانيا من 10–22 يوليو 2009.[39]
- الأولمبياد الحادي والخمسون انعقد في أستانا، كازاخستان 2-15 يوليو سنة 2010.[40]
- أولمبياد الرياضيات العالمي رقم 52 انعقد في أمستردام، هولندا 13-24 يوليو سنة 2011.[41]
- أولمبياد الرياضيات العالمي رقم 53 انعقد في لابلاتا، الأرجنتين 4-16 يوليو سنة 2012
- أولمبياد الرياضيات العالمي رقم 54 انعقد في كولومبيا سنة 2013 [42]
- أولمبياد الرياضيات العالمي رقم 55 عقد في جنوب أفريقيا سنة 2014
- أولمبياد الرياضيات العالمي رقم 56 انعقد في تايلاند سنة 2015
- أولمبياد الرياضيات العالمي رقم 57 عقد في هونغ كونغ في 2016.
- أولمبياد الرياضيات العالمي رقم 58 عقد في البرازيل 2017.
- أولمبياد الرياضيات العالمي رقم 59 انعقد في 3 يوليو برومانيا 2018.
- أولمبياد الرياضيات العالمي رقم 60 سينعقد في المملكة المتحدة 2019.
- أولمبياد الرياضيات العالمي رقم 61 سينعقد في روسيا، سانت بطرسبرغ 2020.

## الهوامش
1. ↑  "International Mathematics Olympiad (IMO)". 1 فبراير 2008. مؤرشف من الأصل في 2019-05-01.
2. ↑  "The International Mathematical Olympiad 2001 Presented by the Akamai Foundation Opens Today in Washington, D.C." مؤرشف من الأصل في 2014-01-22. اطلع عليه بتاريخ 2008-03-05.
3. ↑  Turner, Nura D. A Historical Sketch of Olympiads: U.S.A. and International The College Mathematics Journal, Vol. 16, No. 5 (Nov., 1985), pp. 330-335
4. ↑  "Year by Year International Mathematical Olympiads". Canadian Mathematical Society. مؤرشف من الأصل في 2011-07-09. اطلع عليه بتاريخ 2008-02-06.
5. ↑  "Old IMOs". University of Eindhoven. مؤرشف من الأصل في 2019-05-01. اطلع عليه بتاريخ 2008-02-06.
6. 1 2 3 4 5 6 7 8 9 10 11 12 13 14 15 16 17 18 19 20 21 22 23 24 25 26 27 28 29 30 31 32 33 34 35  (Lord 2001, pp. 1–3)
7. ↑  The 1980 IMO was canceled due to political problems in Mongolia, the planned host country.
8. ↑  في وقت الأولمبياد لم تكن هونگ كونگ استقلت عن الصين.
9. ↑  "IMO 1995". Canadian Mathematical Society. مؤرشف من الأصل في 2011-07-09. اطلع عليه بتاريخ 2008-03-17.
10. ↑  "IMO 1996". Canadian Mathematical Society. مؤرشف من الأصل في 2011-07-09. اطلع عليه بتاريخ 2008-03-17.
11. ↑  "IMO 1997". Argentina. مؤرشف من الأصل في 2018-10-03. اطلع عليه بتاريخ 2008-03-17.
12. ↑  "IMO 1998". Republic of China. مؤرشف من الأصل في 2012-10-27. اطلع عليه بتاريخ 2008-03-17.
13. ↑  "IMO 1999". Canadian Mathematical Society. مؤرشف من الأصل في 2011-07-09. اطلع عليه بتاريخ 2008-03-17.
14. ↑  "IMO 2000". Wolfram. مؤرشف من الأصل في 2018-06-24. اطلع عليه بتاريخ 2008-03-17.
15. ↑  "IMO 2001". Canadian Mathematical Society. مؤرشف من الأصل في 2011-06-17. اطلع عليه بتاريخ 2008-03-17.
16. ↑  Andreescu, Titu (2004), USA & International Mathematical Olympiads 2002 (بالإنجليزية), Mathematical Association of America, ISBN:978-0883858158
17. ↑  "IMO 2003". Japan. مؤرشف من الأصل في 2019-02-06. اطلع عليه بتاريخ 2008-03-17.
18. ↑  "IMO 2004". Greece. مؤرشف من الأصل في 2018-12-05. اطلع عليه بتاريخ 2008-03-17.
19. ↑  "IMO 2005". Mexico. مؤرشف من الأصل في 2013-06-12. اطلع عليه بتاريخ 2008-03-17.
20. ↑  "IMO 2006". Slovenia. مؤرشف من الأصل في 2018-10-03. اطلع عليه بتاريخ 2008-03-17.
21. ↑  "IMO 2007". Vietnam. مؤرشف من الأصل في 2019-03-22. اطلع عليه بتاريخ 2008-03-17.
22. ↑  "IMO 2008". Spain. مؤرشف من الأصل في 2018-09-28. اطلع عليه بتاريخ 2008-03-17.
23. ↑  "International Mathematical Olympiad". www.imo-official.org. مؤرشف من الأصل في 2019-03-22. اطلع عليه بتاريخ 2018-07-16.
24. ↑  "International Mathematical Olympiad". www.imo-official.org. مؤرشف من الأصل في 2019-05-19. اطلع عليه بتاريخ 2018-07-16.
25. ↑  "International Mathematical Olympiad". www.imo-official.org. مؤرشف من الأصل في 2019-05-19. اطلع عليه بتاريخ 2018-07-16.
26. ↑  "Home | IMO 2012". oma.org.ar. مؤرشف من الأصل في 2018-10-03. اطلع عليه بتاريخ 2018-07-16.
27. ↑  "International Mathematical Olympiad". www.imo-official.org. مؤرشف من الأصل في 2018-10-12. اطلع عليه بتاريخ 2018-07-16.
28. ↑  "International Mathematical Olympiad". www.imo-official.org. مؤرشف من الأصل في 2019-03-22. اطلع عليه بتاريخ 2018-07-16.
29. ↑  "The 56th International Mathematical Olympiad will be held in Chiang Mai, Thailand, from 4 to 16 يوليو 2015". www.imo2015.org (بالإنجليزية). Archived from the original on 2018-08-10. Retrieved 2018-07-16.
30. ↑  "International Mathematical Olympiad". www.imo-official.org. مؤرشف من الأصل في 2019-03-22. اطلع عليه بتاريخ 2018-07-16.
31. ↑  "International Mathematical Olympiad". www.imo-official.org. مؤرشف من الأصل في 2018-09-27. اطلع عليه بتاريخ 2018-07-16.
32. ↑  "59th International Mathematical Olympiad - IMO 2018". www.imo2018.org (بالإنجليزية). Archived from the original on 2018-09-24. Retrieved 2018-07-16.
33. ↑  www.imo-official.org https://web.archive.org/web/20190925044747/https://www.imo-official.org/year_country_r.aspx?year=2019. مؤرشف من الأصل في 2019-09-25. اطلع عليه بتاريخ 2019-11-28. {{استشهاد ويب}}: الوسيط |title= غير موجود أو فارغ (مساعدة)
34. ↑  (Olson 2004)
35. ↑  (Liu 1998)
36. ↑  Chen, Wang. Personal interview. 19 فبراير، 2008.
37. ↑  "The American Mathematics Competitions". مؤرشف من الأصل في 2010-02-01. اطلع عليه بتاريخ 2008-03-05.
38. ↑  "How Medals Are Determined". مؤرشف من الأصل في 2018-01-01. اطلع عليه بتاريخ 2008-03-05.
39. ↑  "2009 IMO". مؤرشف من الأصل في 2019-03-22. اطلع عليه بتاريخ 2008-03-05.
40. ↑  "2010 IMO". مؤرشف من الأصل في 2019-05-19. اطلع عليه بتاريخ 2008-03-05.
41. ↑  "Australian Mathematics Trust". مؤرشف من الأصل في 2012-03-19.
42. ↑  "The 54th IMO will be held in Colombia". مؤرشف من الأصل في 2016-04-05. اطلع عليه بتاريخ 2011-06-22.